# Санто-доминго-альбаррадасский сапотекский язык
Сан-педро-альбаррадасский сапотекский язык (Albarradas Zapotec, Santo Domingo Albarradas Zapotec, Zapoteco de Santo Domingo Albarradas) — сапотекский язык, на котором говорят в городах Санта-Мария-Альбаррадас, Санта-Доминго-Альбаррадас, Сан-Мигель-Альбаррадас штата Оахака в Мексике.